# Myliobatis tenuicaudatus
Myliobatis tenuicaudatus  (лат.) — вид хрящевых рыб рода орляков семейства орляковых скатов отряда хвостоколообразных надотряда скатов. Эти скаты являются эндемиками умеренных вод Новой Зеландии. Встречаются у берега на глубине до 422 м. Максимальная зарегистрированная ширина диска 200 см. Грудные плавники этих скатов срастаются с головой, образуя ромбовидный диск, ширина которого превосходит длину. Характерная форма плоского рыла напоминает утиный нос. Тонкий хвост длиннее диска. На хвосте имеется ядовитый шип. Окраска дорсальной поверхности диска желтоватого, тёмно-коричневого или оливково-зелёного цвета с голубоватыми или серыми пятнышками или изогнутыми короткими полосками.
Подобно прочим хвостоколообразным Myliobatis tenuicaudatus размножаются яйцеживорождением.  Эмбрионы развиваются в утробе матери, питаясь желтком и гистотрофом. В неволе численность помёта достигает 20 новорождённых. Рацион состоит из морских беспозвоночных, таких как ракообразные и моллюски, а также мелких костистых рыб. Эти скаты не являются объектом целевого коммерческого промысла, попадаются качестве прилова, ценятся как рыболовный трофей. Из-за ядовитого шипа потенциально опасны для человека. 

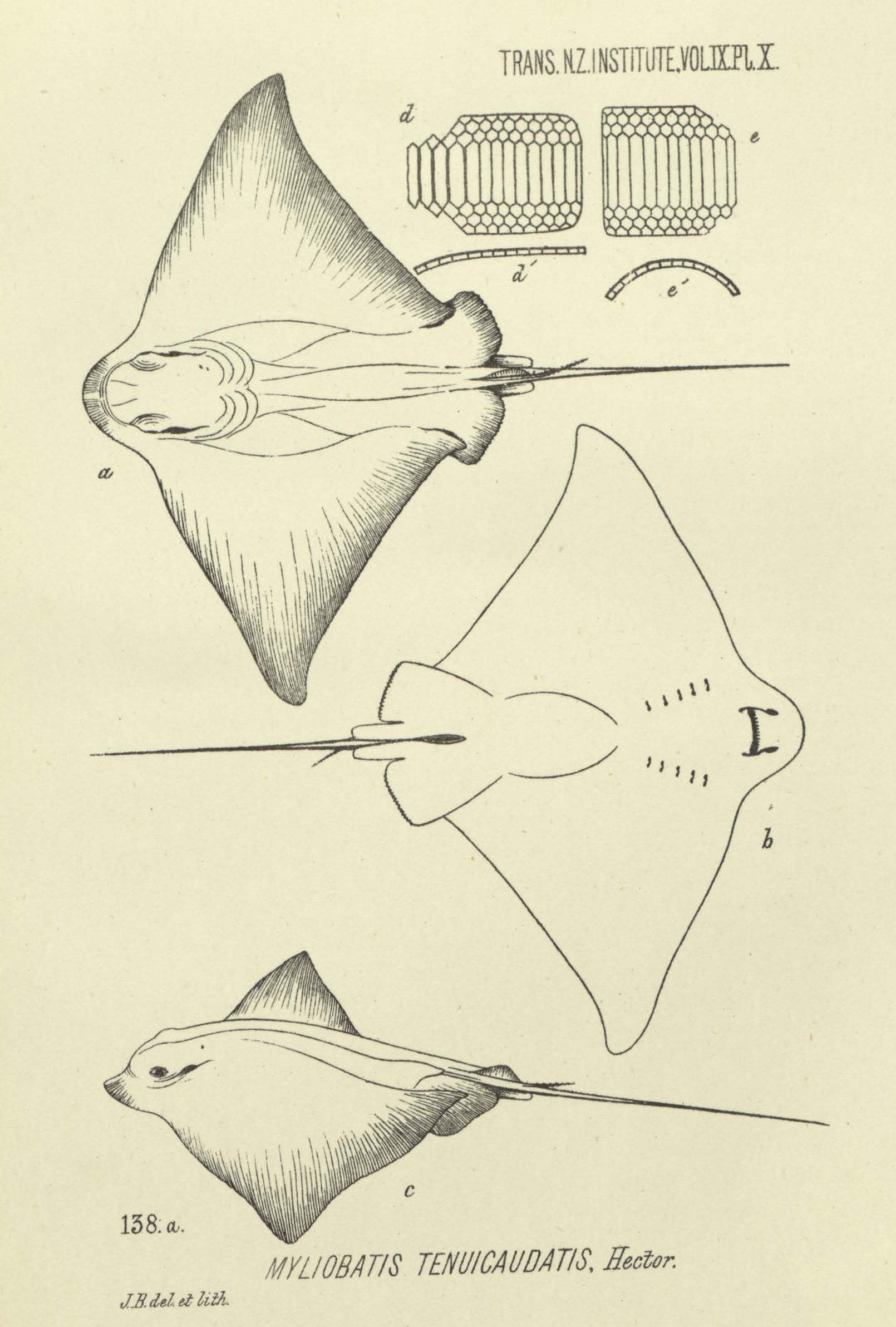
Оригинальное изображение Myliobatis tenuicaudatus

## Таксономия
Впервые новый вид был научно описан в 1877 году. Видовое название происходит от слов лат. tenues — «тонкий» и лат. cauda — «хвост». Myliobatis tenuicaudatus и австралийский орляк могут быть одним видом. В таком случае видовое название tenuicaudatus имеет приоритет. Тем не менее, в настоящее время географическая обособленность этих двух субпопуляций подтверждает разделение видов.

## Ареал и места обитания
Myliobatis tenuicaudatus обитают у берегов Новой Зеландии. Они держатся у берега на глубине до 422 м, однако редко опускаются глубже 50 м. Предпочитают песчаное дно и мягкий грунт вблизи рифов. На мелководье попадаются только взрослые особи и крупный молодняк. Обычно эти скаты встречаются у дна, хотя иногда они плавают у поверхности в открытом море. 

## Описание
Грудные плавники Myliobatis tenuicaudatus, основание которых расположено позади глаз, срастаются с головой, образуя ромбовидный плоский диск, ширина которого превышает длину, края плавников имеют форму заострённых («крыльев»). Рыло притуплённое, его окружает единственная мясистая лопасть, которая почти достигает грудных плавников. Голова короткая и закруглённая. Кнутовидный хвост длиннее диска. Брюшные плавники широкие, задний край образует почти прямую линию. Позади глаз расположены брызгальца. На вентральной поверхности диска имеются 5 пар жаберных щелей, рот и ноздри. Между ноздрями пролегает кожный лоскут. Зубы образуют плоскую трущую поверхность, состоящую из 7 рядов на каждой челюсти. На дорсальной поверхности сразу позади небольшого спинного плавника на хвосте присутствует ядовитый шип. Окраска дорсальной поверхности диска коричневатого, оливково-зелёного или желтоватого цвета с голубоватыми пятнышками или изогнутыми короткими полосками. Вентральная поверхность диска белая. Кожа гладкая, без чешуи. Максимальная зарегистрированная ширина диска 200 см.

## Биология
Подобно прочим хвостоколообразным Myliobatis tenuicaudatus относятся к яйцеживородящим рыбам. Эмбрионы развиваются в утробе матери, питаясь желтком и гистотрофом. Численность помёта в дикой природе не установлена, однако в неволе через полгода после поимки одна самка родила 20 новорожденных с диском шириной около 8 см. Через 16 месяцев ширина диска двух выживших скатов достигла 15 см. Рацион в первую очередь состоит из брюхоногих моллюсков, особенно ''Cookia sulcata'', и крабов, а также двустворчатых, мелких ракообразных и полихет. Эти скаты в свою очередь  в свою очередь могут стать добычей крупных рыб, например, акул, и морских млекопитающих, в том числе косаток.
На Myliobatis tenuicaudatus паразитируют Myxosporea Chloromyxum myliobati, моногенеи Empruthotrema tasmaniensis, Heliocotyle ewingi и Monocotyle jordani и разные виды цестод.

## Взаимодействие с человеком
Myliobatis tenuicaudatus не являются объектом целевого коммерческого промысла. Они попадаются в качестве прилова в донные тралы. Пойманных рыб, как правило, выбрасывают за борт. Иногда их ловят на крючок или бьют гарпуном рыболовы-любители. Из-за ядовитого шипа на хвосте представляют потенциальную опасность для человека. Хорошо уживаются в неволе, их содержат в публичных аквариумах. Международный союз охраны природы присвоил этому виду  охранный статус «Вызывающий наименьшие опасения».